# خار مرده پایین
خار مرده پایین (به لاتین: Khar Mordeh-ye Pa'in) یک منطقهٔ مسکونی در افغانستان است که در ولایت بامیان واقع شده‌است.